# 6213 Звірс
6213 Звірс (6213 Zwiers) — астероїд головного поясу, відкритий 24 вересня 1960 року.
Тіссеранів параметр щодо Юпітера — 3,596.